# Svätý Jur
Svätý Jur (în germană St. Georgen, în maghiară Szentgyörgy) este un oraș din Slovacia cu 4.419 locuitori.

## Demografie
| An:                | 1994 | 2004   | 2014    | 2024   |
| ------------------ | ---- | ------ | ------- | ------ |
| Număr de persoane: | 4529 | 4799   | 5500    | 6010   |
| Diferență:         |      | +5,96% | +14,60% | +9,27% |

| An:                | 2023 | 2024   |
| ------------------ | ---- | ------ |
| Număr de persoane: | 5983 | 6010   |
| Diferență:         |      | +0,45% |